# Кривошиєвка
Кривоши́євка (рос. Кривошеевка) — село у складі Нижньоломовського району Пензенської області, Росія.
Населення — 1868 осіб (2010; 1819 у 2002).
Національний склад станом на 2002 рік:
- росіяни — 98 %